# Rhododendron xanthopetalum
Rhododendron xanthopetalum är en ljungväxtart som beskrevs av Elmer Drew Merrill. Rhododendron xanthopetalum ingår i släktet rododendron, och familjen ljungväxter. Inga underarter finns listade i Catalogue of Life.